# IC 3250
IC 3250 је појединачна звијезда у сазвјежђу Береникина коса која се налази на листи објеката дубоког неба у Индекс каталогу.
Деклинација објекта је + 25° 37' 43" а ректасцензија 12h 23m 17,8s.